# Ivan Knežević
Ivan Knežević od Svete Jelene (njem.: Ivan Knesevich de Szent-Helena (oko 1743. – 29. listopada 1809.), član plemićke obitelji Kneževića, general bojnik vojske Habsburške Monarhije od 1797. godine. Umirovljen 1800. godine.
Sin je Martina, generala habsburške vojske i Uršule r. Vukasović. 
Imao je braću: 
- Jurja Antuna (*1733.; †1805.), general bojnika
- Antuna (*1737.; †1809.), potpukovnika,
- Petra (*1746.; †1814.), general-bojnika,
- Lavoslava (*?; †1788./89.), satnika,
- Vinka (*1755.; †1832.), podmaršala i počasnog generala konjaništva.